# The Disney Afternoon
The Disney Afternoon, abgekürzt als TDA, war ein für die Syndizierung erstellter zweistündiger Programmblock. Er wurde von Walt Disney Television Animation produziert und über Buena Vista Television vertrieben. Jede Serie aus dem Programmblock wurde auch auf Disney Channel und Toon Disney mehrfach wiederholt.
The Disney Afternoon bestand aus vier halbstündige Zeichentrickserien. Mit jeder neuen Staffel änderte sich die Zusammensetzung der Serien. Ursprünglich war geplant, dass die erste Serie jeweils ausscheiden sollte und die drei weiteren Serien jeweils 30 Minuten vor vorrücken. Am Ende wurde eine neue Serien eingereiht. Somit sollte eine bekannteren Serien als „Zugpferd“ für die Weiteren dienen.
The Disney Afternoon lief ursprünglich vom 10. September 1990 bis zum 29. August 1997. Im Anschluss wurde der Block auf 90 Minuten verkürzt und lief bis 1999 mit der internen Bezeichnung Disney-Kellogg‘s Alliance weiter.

## Geschichte
The Disney Afternoon ging auf Michael Eisner zurück, der 1984 CEO von Disney wurde und mit einer neu gegründeten TV-Animationsabteilung eine stetige Produktion von Zeichentrickfernsehprogrammen begann, die auf neuen Charakteren basierte, um neue junge Fans zu gewinnen. Bei einem sonntäglichen Treffen schlug Eisner die Gummibärchen als Serie vor, da seine Kinder die Süßigkeiten mochten. Die ersten beiden Serien von Disney Television Animation, „The Wuzzles“ und Disneys Gummibärenbande (Adventures of the Gummi Bears), wurden für ihre Samstagmorgen-Cartoonblöcke an die beiden Sender CBS und NBC verkauft.

### The Disney Afternoon
DuckTales wurde ab Herbst 1987 ausgestrahlt. Ab 1989 kam Chip und Chap – Die Ritter des Rechts hinzu und wurde als einstündiger Programmblock angeboten. Für The Disney Afternoon wurden die Serien Die Gummibären (Gummi Bears) und Käpt’n Balu und seine tollkühne Crew (TaleSpin) hinzugefügt. Die Premiere fand am 10. September 1990 stattfand.

### Disney’s Kellogg’s Alliance
Im August 1996 stimmte Buena Vista einer Änderung des Konzeptes zu. Ursache war, dass das Cartoon Network und Nickelodeon als reine Sender für Kinder hinzukamen sowie die neuen Netzwerke The WB und UPN hatten eigenen Kinderblöcke. Als Reaktion beauftragte Buena Vista Leo Burnett mit einer Umarbeitung des Disney Afternoon. Hierfür wurde eine Partnerschaft mit Kellogg’s eingegangen, welches Hauptwerbepartner wurde. Der Name des Programmblockes wurde aufgegeben. Intern wurde er als Disney-Kellogg’s Alliance bezeichnet. Die Dauer reduzierte sich auf 90 Minuten.
1998 einigte sich Disney mit UPN darauf, das Disney’s One Toon Nachfolger des internen UPN Kids-Block werden sollte. Dieser hatte am 6. September 1999 Premiere und der Disneyblock für die Syndizierung lief aus.

## Serien
Folgende Serien wurden im Laufe der Jahre ausgestrahlt:
| Series                                                               | Ausstrahlung in The Disney Afternoon | Ursprüngliches Network(s) |
| -------------------------------------------------------------------- | ------------------------------------ | ------------------------- |
| Disneys Gummibärenbande (Adventures of the Gummi Bears)              | 1990–1991                            | NBC; ABC                  |
| DuckTales – Neues aus Entenhausen (DuckTales)                        | 1990–1992 1997–1999                  | —                         |
| Chip und Chap – Die Ritter des Rechts (Chip ’n Dale: Rescue Rangers) | 1990–1993                            | The Disney Channel        |
| Käpt’n Balu und seine tollkühne Crew (TaleSpin)                      | 1990–1994                            | The Disney Channel        |
| Darkwing Duck                                                        | 1991–1995 1996–1997                  | The Disney Channel; ABC   |
| Goofy und Max (Goof Troop)                                           | 1992–1996                            | The Disney Channel; ABC   |
| Bonkers, der listige Luchs von Hollywood (Bonkers)                   | 1993–1996                            | The Disney Channel        |
| Aladdin                                                              | 1994–1997                            | The Disney Channel; CBS   |
| Gargoyles – Auf den Schwingen der Gerechtigkeit (Gargoyles)          | 1994–1997                            | ABC                       |
| Shnookums & Meat (The Shnookums and Meat Funny Cartoon Show)         | 1995                                 | —                         |
| Abenteuer mit Timon und Pumbaa (The Lion King’s Timon & Pumbaa)      | 1995–1997                            | CBS; Toon Disney          |
| Quack Pack – Onkel D. & Die Boys! (Quack Pack)                       | 1996–1999                            | —                         |
| Mighty Ducks – Das Powerteam (Mighty Ducks)                          | 1996–1999                            | ABC                       |
| 101 Dalmatiner (101 Dalmatians: The Series)                          | 1997–1998                            | ABC                       |
| Hercules                                                             | 1998–1999                            | ABC                       |

### Sendeschema
|                             | 15:00                                 | 15:30                                                                                | 16:00 | 16:30 |
| --------------------------- | ------------------------------------- | ------------------------------------------------------------------------------------ | --- | --- |
| Erste Staffel (1990/1991)   | Disneys Gummibärenbande               | DuckTales – Neues aus Entenhausen                                                    | Chip und Chap – Die Ritter des Rechts                                                                                        | Käpt’n Balu und seine tollkühne Crew                                                                             |
| Zweite Staffel (1991/1992)  | DuckTales – Neues aus Entenhausen     | Chip und Chap – Die Ritter des Rechts                                                | Käpt’n Balu und seine tollkühne Crew                                                                                         | Darkwing Duck |
| Dritte Staffel (1992/1993)  | Chip und Chap – Die Ritter des Rechts | Käpt’n Balu und seine tollkühne Crew                                                 | Darkwing Duck | Goofy und Max |
| Vierte Staffel (1993/1994)  | Käpt’n Balu und seine tollkühne Crew  | Darkwing Duck                                                                        | Goofy und Max | Bonkers, der listige Luchs von Hollywood                                                                         |
| Fünfte Staffel (1994/1995)  | Darkwing Duck                         | Goofy und Max                                                                        | Bonkers, der listige Luchs von Hollywood Montags: Shnookums & Meat Freitags: Gargoyles – Auf den Schwingen der Gerechtigkeit | Aladdin |
| Sechste Staffel (1995/1996) | Goofy und Max                         | Bonkers, der listige Luchs von Hollywood                                             | Aladdin | Gargoyles – Auf den Schwingen der Gerechtigkeit Freitags: Abenteuer mit Timon und Pumbaa                         |
| Siebte Staffel (1996/1997)  | Darkwing Duck                         | Gargoyles – Auf den Schwingen der Gerechtigkeit                                      | Aladdin | Quack Pack – Onkel D. & Die Boys! Montags: Abenteuer mit Timon und Pumbaa Freitags: Mighty Ducks – Das Powerteam |
| Achte Staffel (1997/1998)   | DuckTales – Neues aus Entenhausen     | Quack Pack – Onkel D. & Die Boys! Montags und freitags: Mighty Ducks – Das Powerteam | 101 Dalmatiner | - |
| Neunte Staffel (1998/1999)  | 101 Dalmatiner                        | Doug                                                                                 | Hercules | - |